# Municipio de Atenco
El municipio de Atenco (del español: En la orilla del agua) es uno de los 125 municipios del Estado de México y uno de los siete municipios que pertenecen a la Región Texcoco localizado en la zona oriente del Valle de México, en el centro del país homónimo. Cercano a otras cabeceras municipales como Ecatepec, Texcoco y Nezahualcóyotl, es una de las áreas con menor desarrollo económico de la región.Se ubica al oriente del estado y al oriente del Lago de Texcoco. Colinda al norte con Tezoyuca y Acolman, al sur con Texcoco, al este con Chiautla y Chiconcuac y al oeste con Ecatepec.

## Glifo
El glifo que identifica al municipio se encuentra registrado en el Códice Mendoza, se reproduce tal como aparece en ese manuscrito que fue mandado hacer por el virrey don Antonio de Mendoza y se encuentra en la Biblioteca Bodeliana de Oxford, Inglaterra. El glifo significa, lugar a la orilla del agua; el espacio cubierto de azul representa el agua, el espacio cubierto con color carne significa, los labios u orilla. Los círculos blancos o chalchihuites, significa lo precioso, las aparentes hojas son los caracoles que lleva el agua.

## Toponimia
La palabra Atenco, proviene y está compuesta de dos sustantivos y un sufijo. Atl "agua"; entli "orilla" y "co" desinencia locativa, "en". La palabra entli "orilla", pierde también su terminación "tli" para unirse con la desinencia "co", quedando Atenco.

## Localización Geográfica
El municipio de Atenco está ubicado al oriente del Estado de México y de la cuenca lacustre del Valle de México. Su localización geográfica está entre los 19°29′20″ y 19°36′34″ de altura norte; y 98°53′38″ y 99°0′47″ de altura norte de longitud oeste.

## Geografía

### Clima
El clima de Atenco que ha registrado el Servicio Meteorológico Nacional  es semiseco con una temperatura promedio de 15.1 °C, una máxima extrema de 33.5 °C y una mínima de 11.0 °C.

### Hidrografía
Los ríos que desembocan en el municipio son: San Juan, que nace en Teotihuacán, cruza los municipios de Acolman y Tezoyuca, llega a Nexquipayac, formando una delta en el occidente de Atenco; otro río que desemboca en Atenco es el Xalapango que nace en San Miguel Tlaixpan y San Juan Tezontla, cruza Chiautla y antes de desembocar en el suroeste de Atenco se junta con el Coxcacoaco. Finalmente otro río que llega a la comunidad es el Papalotla que nace en San Lucas Tepango, Teotihuacán, pasa por los pueblos de San Mateo Chipiltepec del municipio de Acolman; Jolalpan del municipio de Tepetlaoxtoc, Atenguillo, Tepetitlán de Chiautla y a la altura de Papalotla se junta con el río Hondo y antes de desembocar en Atenco a la altura de Acuezcomac nace una división que da lugar al río San Bartolo, los relatos de los ancianos de la localidad dicen que hace muchos años el agua que llevaban estos ríos era abundante y que en ellos había peces, ajolotes, ranas y acociles. Estos ríos se han convertido en canales altamente contaminados por las industrias y por los propios pobladores que depositan en ellos grandes cantidades de basura.

### Flora
Es abundante, parte de ella es nativa, tiene usos medicinales, para alimentación y/o para ornato y se conserva gracias a la herencia de padres a hijos, entre la flora más representativa se encuentra: maíz, maguey, tuna, nopal, zapote, frijol, calabaza, quelite, cempasúchil, chayote, chilacayote, nochebuena, ejote, xoconoxtle, tomate, epazote, chile, en diversas variedades jaltomate, jitomate, verdolaga y girasol.
La flora nativa de tierra firme como lacustre está en riesgo de extinguirse ya sea por abandono del cultivo, por la desecación del lago o por la disminución del agua en los ríos y de los mantos acuíferos, entre la flora en riesgo se encuentra el tule, el carrizo, el chichicastle, el lirio acuático, el huizache, el ahuehuete, el tejocote, el capulín y el órgano.
En el territorio municipal existe flora originaria de Perú, como el Pirul, también hay flora de otros climas que ha sido adaptada por los habitantes de Atenco más como ornato y de consumo familiar, que para la producción masiva; entre ellas: limón, naranja, uva, aguacate, ciruela,  limón real y lechuga. Otro tipo de flora que existe en el municipio y que fue introducida por los españoles es: higo, cebada,    avena, alfalfa, haba, bugambilia, eucalipto, fresno, sauce, granada y pera.

### Fauna
La fauna del municipio, es diversa. La fauna endémica prácticamente ha desaparecido, mientras que aquella fauna introducida por los españoles durante la conquista es la que actualmente predomina. En el municipio están representados cuatro grupos de vertebrados; entre los anfibios se encuentran: los sapos, ranas y ajolotes; por otro lado entre los reptiles se encuentran: la culebra de agua, las lagartijas y la serpiente comúnmente llamada cincuate que es endémica del país y que está en peligro de extinción. Las aves, son las que más representantes tienen, tanto domésticas como silvestres; entre las primeras están: las gallinas, gansos, guajolotes, gallos, pichón, paloma, patos y en las silvestres: zopilotes, tórtola, zenzontle, calandria, golondrinas, colibríes, cuervos, garzas, lechuzas, pato silvestre, chichicuilote que es endémico y se encuentra en peligro de extinción al igual que el águila. Los mamíferos son también muy diversos, entre los domésticos tenemos a los rumiantes como la vaca y el buey; los equinos están representados con los burros y caballos, también existen en abundancia los cerdos, los perros, los gatos, chivos y conejos; entre los mamíferos silvestres hay ratones, tuzas, tlacuaches, y en serio peligro de extinción los coyotes y conejos. El grupo de invertebrados es mucho más abundante representado principalmente por mariposas, chapulines, hormigas rojas y negras, cucarachas, escorpiones, arañas, catarinas, caracoles de tierra, ciempiés y palomilla de maíz.

### Características y uso de Suelo
La mayor parte del municipio (toda la parte sur y occidental) se encuentra cubierta por suelos Zolanchak de diferentes subunidades, predominando los suelos Zolanchak Gleyco (del ruso sol: sal) y (Grey:pantano) esto es, son suelos salinos, propensos a acumular el salitre y se caracterizan además por tener un alto contenido de sales y su vegetación está formada por pastizales o por algunas plantas que toleran el exceso de sal; también en el municipio existen suelos vertisoles (del latín yerto – volterar): Suelo que se revuelve. Se caracterizan por las grietas anchas y profundas que aparecen en ellos en la época de la sequía, son suelos pegajosos cuando están húmedos y muy duros, cuando están secos son salinos. El tipo vertisol pélico es el que cubre Acuezcomac y Atenco, donde se practica la agricultura de temporal. Otro tipo de suelo que se localiza en el municipio es el cambiasol eutrico (del latín cambiare-cambiar) y (del griego en eutrico). Se caracterizan por presentar en el subsuelo una capa que parece más suelo de roca ya que en ella se forman terrones, además pueden presentar acumulaciones de algunos materiales como arcilla, carbonato de calcio, fierro, manganeso, etc., pero sin que sea esta una acumulación muy abundante, estos suelos los encontraremos asociados en el suelo foezem (del griego Phaeo – pardo y del zuro semija – tierra) tierra parda, en los poblados de Nexquipayac y Santa Isabel Iztapan y son utilizadas en la agricultura de temporal. Los usos de la tierra están distribuidos de la siguiente manera:
| USO        | SUPERFICIE    | %       |
| Agrícola   | 3,968.82 has. | 38.50 % |
| Pecuaria   | 136.54 has.   | 1.32%   |
| Forestal   | 4.85 has.     | 0.05%   |
| Salitrosa  | 2,560.00 has. | 24.84%  |
| Urbana     | 3,259.00 has. | 31.62%  |
| Otros usos | 378.79 has.   | 3.67%   |

## Historia
De acuerdo con información proporcionada por el departamento de Prehistoria del INAH, se tiene conocimiento de que en la cuenca de México se han realizado, hasta 1986, un total de 15 excavaciones en donde se han encontrado restos fósiles de mamuts, de las cuales dos se realizaron en el territorio de Atenco, en las que se han encontrado artefactos de piedra, determinándose que dichos objetos fueron fechados, por su hidratación, de 8100 a 7000 a. C. mismas que al promediarse tiene una fecha de 7000 a. C. Por lo anterior se deduce que, en la cuenca de México se cruzaban o se ultimaban mamuts y que esta actividad se desarrolló desde hace 25 años a. C. y hasta 7000 años a. C., por lo que desde esos años ya estaban habitadas las tierras de la cuenca del Valle de México, así como los terrenos del municipio de Atenco. La fundación de este municipio se remonta al año 968 d. C., cuando los chichimecas penetraron al Valle de México y uno de sus descendientes se casó con el último rey tolteca (Topiltzin), conformando de esta manera el linaje chichimeca-tolteca, del cual nace Nezahualcóyotl. Por lo que los habitantes de Atenco descienden de chichimecas y toltecas.
A la llegada de los españoles, se inicia la conquista de Tenochtitlán por Cortés, durante la cual la mayoría de los pueblos indígenas de los alrededores del Valle de México se mantuvieron opuestos a dicha conquista y apoyaron al señor de Texcoco; el cual era apoyado por todas las comunidades de la región incluyendo la de Atenco, sin embargo poco a poco, las comunidades fueron declinando su apoyo al conquistador Cortés y finalmente también Atenco unió a la conquista de Tenochtitlán, la cual fue consumada en el año de 1521.
Una vez que los pueblos indígenas fueron sometidos por los españoles, las instituciones españolas establecen las encomiendas las cuales se caracterizaban por la asignación de grupos de indígenas a españoles, a quienes les tenían que dar tributo. Cortés fue autorizado por la corona para asignar encomiendas en el Valle de México, asignándose el mismo; Texcoco, Chalco, Otumba y Coyoacán, quedando Atenco en una de las encomiendas de Cortés dado que esta comunidad pertenecía a Texcoco. En la cuenca del Valle de México se empiezan a manifestar cambios trascendentes, como consecuencia de la aplicación de la Constitución Política que la monarquía Española promulgó para sus colonias, la cual fue sancionada por las cortes generales y extraordinarias el 18 de marzo de 1812 y promulgada en Cádiz el 19 de marzo del mismo año, en la época del rey Fernando VII, se motivó instituir y erigir ayuntamientos en la nueva España; sin embargo en 1814 el propio Fernando VII anuló dicha constitución. En 1820, el monarca nuevamente vuelve a jurar la constitución de la Monarquía Española y es a partir de esa fecha cuando vuelven a funcionar los ayuntamientos, iniciándose cuatro años antes del Acta Constitutiva de la Federación Mexicana, con la cual se inicia la existencia de nuestra nación, a esta constitución se debe que el ayuntamiento de San Salvador Atenco se haya fundado el 8 de octubre de 1820, sin embargo en esos días la vida municipal fue incierta por la gran inestabilidad política que se vivía y es hasta la Revolución de Ayutla cuando se restauran los municipios y con el gobierno de Díaz se centraliza la vida municipal en manos de jefes políticos.
Con la Revolución de 1910 se plantea la libertad municipal, quedó garantizada en la Constitución de 1917 al quedar abolidas las prefecturas políticas y al estipularse la libertad municipal en el artículo 115 constitucional.

### Personas destacadas
- Odilón del Valle Rosas. Presidente municipal, quien ordenó construir entre 1931-1934 el primer palacio municipal y como comisariado ejidal le tocó repartir los ejidos de la cabecera municipal (1900-1937).
- Jovita Martínez Vieyra de Ponce. Primera educadora quién conjuntamente con la señorita Ofelia Rosas inició una extraordinaria labor de educación en el jardín de niños “Feliciano Herrera”.
- Sixto López Jolalpa. Formó en San Francisco Acuxcomac, su comunidad natal, la composición de los valses “Nuevo amanecer” y “Volví a la dicha”, así como las marchas “Tres Marías”, “Paricutín” y “Sixto López” (1895-1982).
- Domingo Sánchez Peláez. Nació en Acuxcumac, médico cirujano, presidente de la Cruz Roja de Texcoco en 1954; presidente la Asociación de Médicos de Texcoco entre 1962-1964, director de la preparatoria de Texcoco en 1958-1961, fundador del Club Rotario de Texcoco A.C. en 1951 (1918-1954).
- Salomón Miranda Jaimes. Diputado federal por el distrito XXIII, formó parte de la LX Legislatura (1991-1994), formó parte de las comisiones de Asuntos Indígenas, Artesanías y Salud (1933-1997).
- Veralo González. Ingeniero agrónomo, catedrático de la Universidad de Chapingo (1909-1938).

#### Cronología de Hechos Históricos
| AÑO       | ACONTECIMIENTOS                                                   |
| 1428      | Atenco se convierte en sujeto de Texcoco.                         |
| 1520      | Atenco se somete a los españoles.                                 |
| 1571      | Erección de la capilla del Cristo de Esquipulas.                  |
| 1609      | Merced de tierras al pueblo de San Pablo.                         |
| 1612      | Merced de tierras al pueblo de Ixtapan.                           |
| 1609      | Merced de tierras al pueblo de Zapotlán.                          |
| 1703      | Edificación del caso de la hacienda La Grande.                    |
| 1820      | Creación de ayuntamiento de San Salvador Atenco.                  |
| 1926-1927 | Dotación de tierras de Atenco, Nexquipayac, Ixtapan y Acuexcomac. |

## Historia Contemporánea
En 2001, el Gobierno Federal mexicano pretendió construir el nuevo Aeropuerto Internacional para la Ciudad de México en este municipio, pero los habitantes lo impidieron mediante un movimiento de resistencia civil que obligó al gobierno a suspender definitivamente la construcción.
En 2006, el Gobierno Federal, Estatal, y del Municipio atacaron al pueblo de Atenco con una brutal represión y terrorismo de Estado, que dejó 2 muertos, muchos lesionados, vejados y torturados, y hasta la fecha, 12 presos políticos (mayo de 2006).
A partir del 17 de febrero de 2009 el Comité Libertad y Justicia para Atenco lanza la Campaña Nacional e Internacional Libertad y Justicia para Atenco iniciativa civil y pacífica con la participación de varias personalidades de diversos ámbitos: escritores, artistas, organizaciones civiles y de derechos humanos así como un sinfín de ciudadanos.
Los objetivos de la Campaña son:
·        La LIBERTAD de los 13 presos políticos.
·        La revocación de las sentencias condenatorias.
·        Cancelación de las órdenes de aprehensión de los perseguidos
·        El respeto irrestricto de los derechos humanos de los detenidos y perseguidos
·        El castigo a los responsables materiales e intelectuales de la represión y las violaciones a los derechos humanos
·        Condenar y detener la criminalización de los movimientos sociales en México.

## Atractivos Históricos
Capilla del Señor de Esquipulas

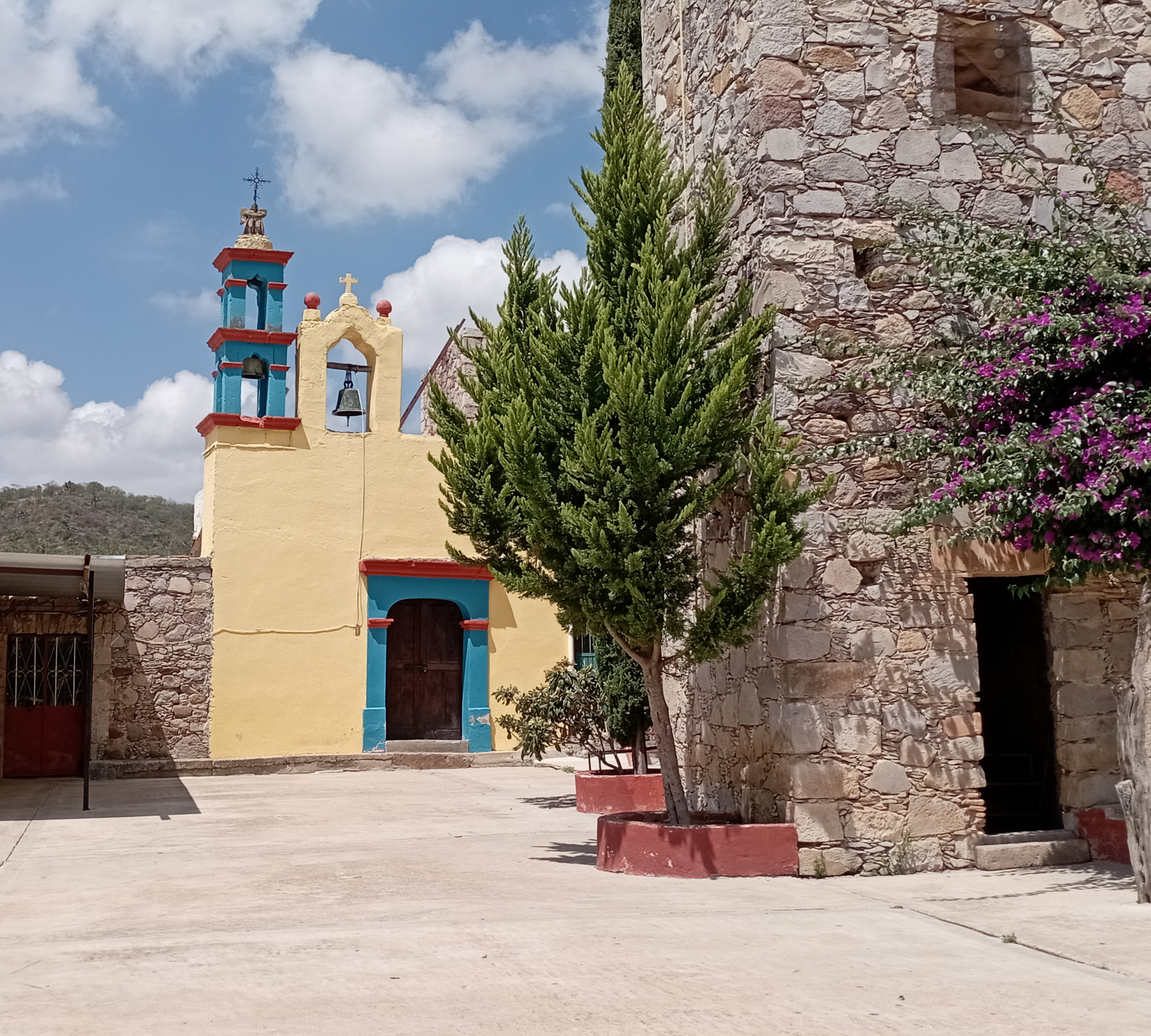
Capilla del Señor de Esquipulas, Atenco

Además de ser la capilla más antigua de la región y cuyo patrono es una réplica del Cristo de Esquipulas, Guatemala, considerado muy milagroso, es famosa por su "fiesta de los dos lunes", que se lleva a cabo el segundo lunes después del comienzo de la Cuaresma.
Durante estos festejos se puede disfrutar en compañía de la familia de diferentes números artísticos tradicionales de la región, de la espectacular pirotecnia, juegos mecánicos y gastronomía típica, en un ambiente de amabilidad y calidez.
"La capilla abierta fue construida por los franciscanos en el año de 1571 y conserva un retablo de estilo barroco churrigueresco cuyo dorado es de oro laminado, la celebración del señor de Esquipulas es el segundo lunes después del miércoles de ceniza”.

### Iglesia de Santa Isabel, Atenco
La Iglesia de Santa Isabel se cuenta entre las más antiguas de la región, pues fue construida en el siglo XVI. Su fiesta patronal es el 25 de junio, pero por cuestiones climáticas el festejo se recorre al 25 de diciembre.
Es entonces cuando el templo se engalana y se viste de alegre colorido, por los impresionantes arreglos florales que se instalan al interior y aroman la atmósfera solemne. Afuera, el ambiente es propicio para que los visitantes disfruten de bailes tradicionales, antojitos típicos de la región, juegos pirotécnicos y números musicales, todo en sana convivencia

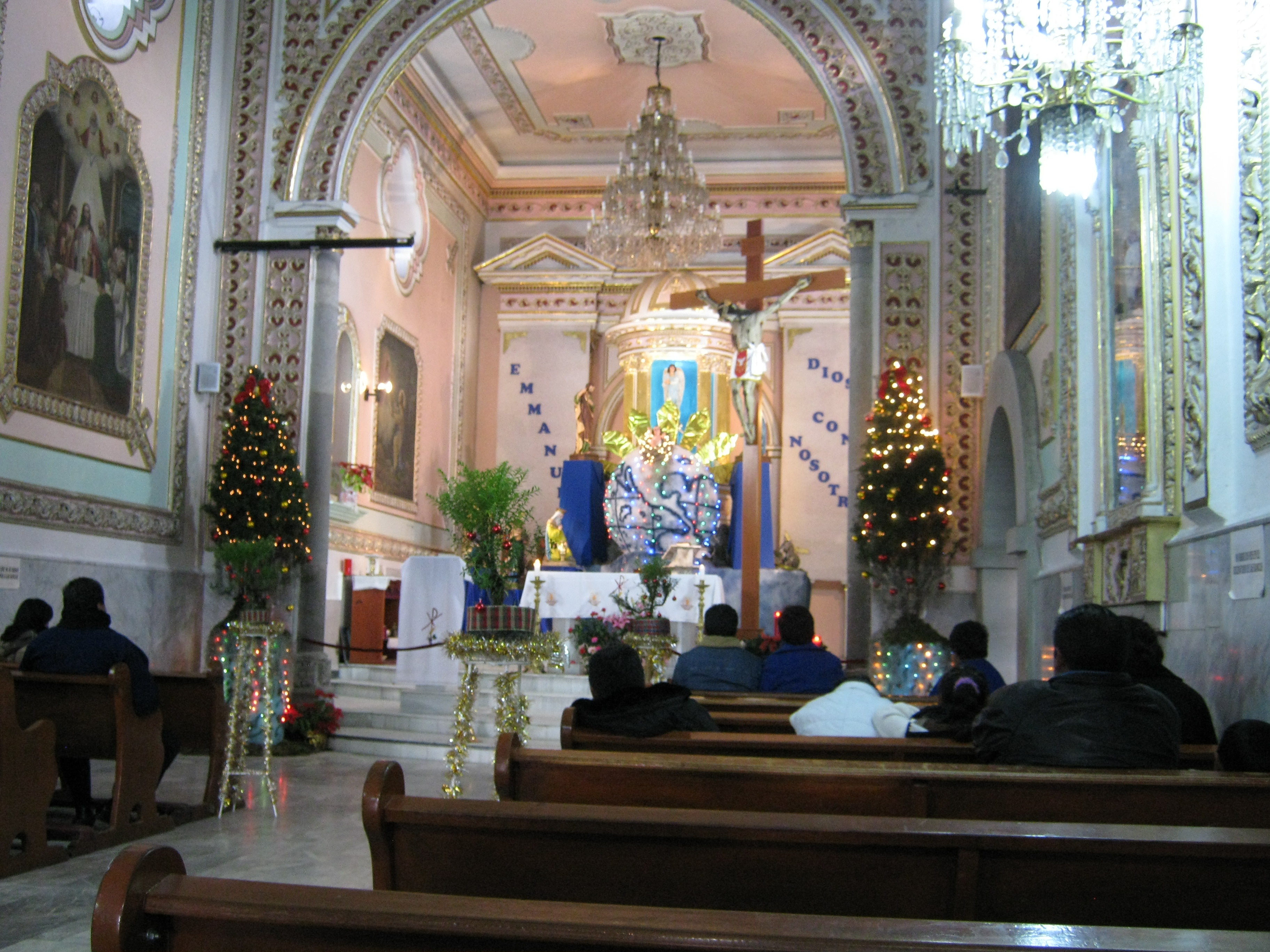
La Parroquia Barrio Guadalupe en San Mateo Atenco

### Parroquia Barrio Guadalupe, Atenco
La Iglesia de Nuestra Señora de Guadalupe en San Mateo Atenco es un templo católico que tiene sus raíces en el siglo XVI. Fue erigida por los españoles y está consagrada a la Virgen de Guadalupe, la patrona de México. Reconocida por su esplendor, la parroquia alberga el santuario de Nuestra Señora de Guadalupe, un destino de peregrinación significativo para la comunidad católica mexicana, atrayendo a miles de visitantes anualmente.

## Patrimonio Cultural
En el municipio se encuentra una zona arqueológica que se ubica en la cima del cerro de Tepetzingo, que da acuerdo a lo que dice Fernando de Alva Ixtlilxóchitl, en sus obras históricas, era un sitio de recreo del gobernante, sabio y poeta Nezahualcóyotl, en el había un bosque adornado de alcázares, fuentes, atarjeas, acequias, estanques y baños, así como flores de los más remotos lugares. 
La capilla del Cristo de Esquipulas, construida en 1571 por los franciscanos para evangelizar. Su construcción es de piedra y de tezontle, el retablo estípite del presbiterio es el original y esta bañado en oro, su fiesta patronal es el segundo lunes después del carnaval. 
La construcción religiosa de Santa Isabel Iztapan es la más antigua del municipio, que data del siglo XVI. El material que predomina es la piedra y tezontle, su atractivo es la fachada presidida por San Cristóbal, también otro atractivo son sus portadas de acceso al norte, al sur y al poniente, su fiesta patronal es el día 25 de julio. 
La iglesia de San Francisco de Asís fue construida en el siglo XIX, e inaugurada el 30 de mayo de 1890. Únicamente se conserva la fachada de estilo neoclásico, la fiesta patronal es el día 4 de octubre. La iglesia de Santa María de la Presentación de Zapotlán, fue construida en el siglo XIX, la fecha de conclusión es del 20 de abril de 1896, su fiesta patronal es el día 21 de noviembre. 

### Museos
En el municipio no existen museos, pero existe la idea de crear uno que permita concentrar las piezas que se han encontrado en diferentes partes del municipio, por ejemplo los fósiles de mamut, que se han localizado en Santa Isabel Iztapan, un metate en Acuezcomac, una vasija de barro en Nexquipayac.

### Fiestas
En la cabecera municipal (San Salvador Atenco) el día 6 de agosto, se lleva a cabo la fiesta religiosa en honor a nuestro señor El Divino Salvador. En Acuezcomac el día 4 de octubre, se celebra la fiesta religiosa en honor a San Francisco de Asís. En Santa Isabel Iztapan el día 25 de diciembre se celebra la fiesta de nuestra señora Santa Isabel. En Nexquipayac, el día 25 de julio, se celebra la fiesta religiosa en honor a San Cristóbal. En Zapotlán, el día 21 de noviembre se celebra la fiesta religiosa de nuestra señora Santa María de la Presentación.

### Principales Danzas
Los grupos de danza más importantes son los sembradores, los vaqueros, los moros y cristianos, los norteños y el huizache, estos grupos encabezados por los encargados se caracterizan por su empeño, decisión y voluntad para participar en la celebración de la fiesta patronal del 6 de agosto.

### Tradiciones
Una tradición de las más importantes es la del Día de Muertos, que se realiza en todas las comunidades el 1 y 2 de noviembre; también existen tradiciones como la de los habitantes que en Semana Santa visitan el Sacromonte en Amecameca, al señor de Chalma en el valle de Toluca y a San Miguel de los Milagros en el estado de Tlaxcala.

### Música
En el municipio existen diversas bandas de música de viento que participan en bodas, quince años y entierros. 

### Artesanías
La artesanía tradicional es la faja-cinturón elaborada en rústicos telares, utilizada en labores pesadas o en aerobics, del material utilizado en el hilo de la mezclilla, en los dos últimos años se ha empezado a trabajar en una nueva artesanía en la que la materia prima es la hoja de maíz, con la que se elaboran infinidad de objetos, propios para el adorno de casas y oficinas.

### Gastronomía
Por la diversidad de fiestas religiosas se preparan infinidad de platillos, los más conocidos son por ejemplo: En febrero, en Carnaval, se preparan tamales de chile verde o de chile verde con trocitos de calabaza; en Semana Santa se preparan los choales (tamales de judas); en el mes de noviembre (1 y 2) se prepara el platillo de mole y arroz, así como el pan de muerto; un platillo de actualidad es el que lleva arroz, barbacoa de cerdo o borrego, nopales y tlacoyos. Entre las bebidas tenemos al pulque y las aguas de frutas. Los panes son muy populares y los hay de diferentes formas y sabores.

### Lenguas Indígenas
En el municipio de Atenco se han identificado 10 principales lenguas indígenas habladas por la población  entre las que se encuentran hablantes de otras lenguas indígenas de América,  no especificadas, Zapoteco, Mixteco, Mazateco, Mazahua, Mixe, Totonaco, Otomí y Náhuatl. Las lenguas indígenas más habladas son Náhuatl (836 habitantes), Otomí (246 habitantes) y Totonaco (217 habitantes).

## Atractivos Turísticos
A mediados del siglo XX, en el poblado de Santa Isabel Ixtapan, un grupo de arqueólogos halló los restos  “El Mamut”, además de herramientas que los hombres prehistóricos usaban para cazar a éstos y otros animales. Así que, en conmemoración de este hallazgo, se levantó un monumento que se puede admirar en este municipio mexiquense.
Además se encuentra el Cerro de Tepetzingo y Coatepec, que hace 500 años fue de gran importancia para el gobernante Nezahualcóyotl, dada su cercanía con el Lago de Texcoco, y por la tranquilidad que aún hoy ofrece, apta para los momentos de retiro y meditación en contacto con la naturaleza. En la actualidad es posible admirar aquí vestigios arqueológicos de inestimable valor histórico, disfrutar del ambiente natural y conocer las historias extraordinarias que circulan en este sereno paraje.
Un atractivo del turismo religioso es la Iglesia de Santa Isabel, una de las más antiguas de la región, fue construida en el siglo XVI. Su fiesta patronal es el 25 de junio, pero por cuestiones climáticas el festejo se recorre al 25 de diciembre.
Es en esta última fecha que el templo se engalana y se viste de alegre colorido, por los impresionantes arreglos florales que se instalan al interior; afuera, el ambiente es propicio para que las y los visitantes disfruten de bailes tradicionales, antojitos típicos, pirotecnia y números musicales, todo en sana convivencia.
La Capilla del Señor de Esquipulas que, además de ser la capilla más antigua de la región y cuyo patrono es una réplica del Cristo de Esquipulas de Guatemala, también es famosa por su “fiesta de los dos lunes”, que se lleva a cabo el segundo lunes después del comienzo de la Cuaresma.
Durante estos festejos se puede disfrutar diferentes números artísticos tradicionales de la región, juegos mecánicos y gastronomía típica, en un ambiente de amabilidad y calidez.

## Atractivos Naturales

### Parque "el Contador"
Los Ahuehuetes , oficialmente Ejidal Parque del Contador , parque en Atenco municipio en México. El parque El Contador, San Salvador Atenco, Estado de México, se analizaron restos de árboles de ahuehuete (Taxodium mucronatum Ten.) del siglo XV y núcleos de crecimiento de árboles vivos en el área de influencia del parque.  Se confirmó que los árboles del parque son de la época de Nezahualcóyotl (1402- 1472) y su desaparición ha sido gradual.
Cubre un área de 34 hectáreas , [1] y es el parque municipal más grande. Está situado justo al sureste de San Salvador Atenco . En Ahuehuetes Los hay dos grandes piscinas y zonas de juegos. También se alquilan bicicletas que se pueden utilizar en los senderos en el parque.
El sitio, antes Acatetelco y tlatoani y poeta Nezahualcóyotl a menudo iba allí para relajarse y escribir. Se pasó a manos de Hernán Cortés , quien más tarde se la entregó al contador ( Contador en español ) 's, que es el origen del nombre oficial. [1] El nombre de Los Ahuehuetes se debe a que el parque cuenta con un gran número de árboles Taxodium mucronatum , que en español llamada ahuehuete.

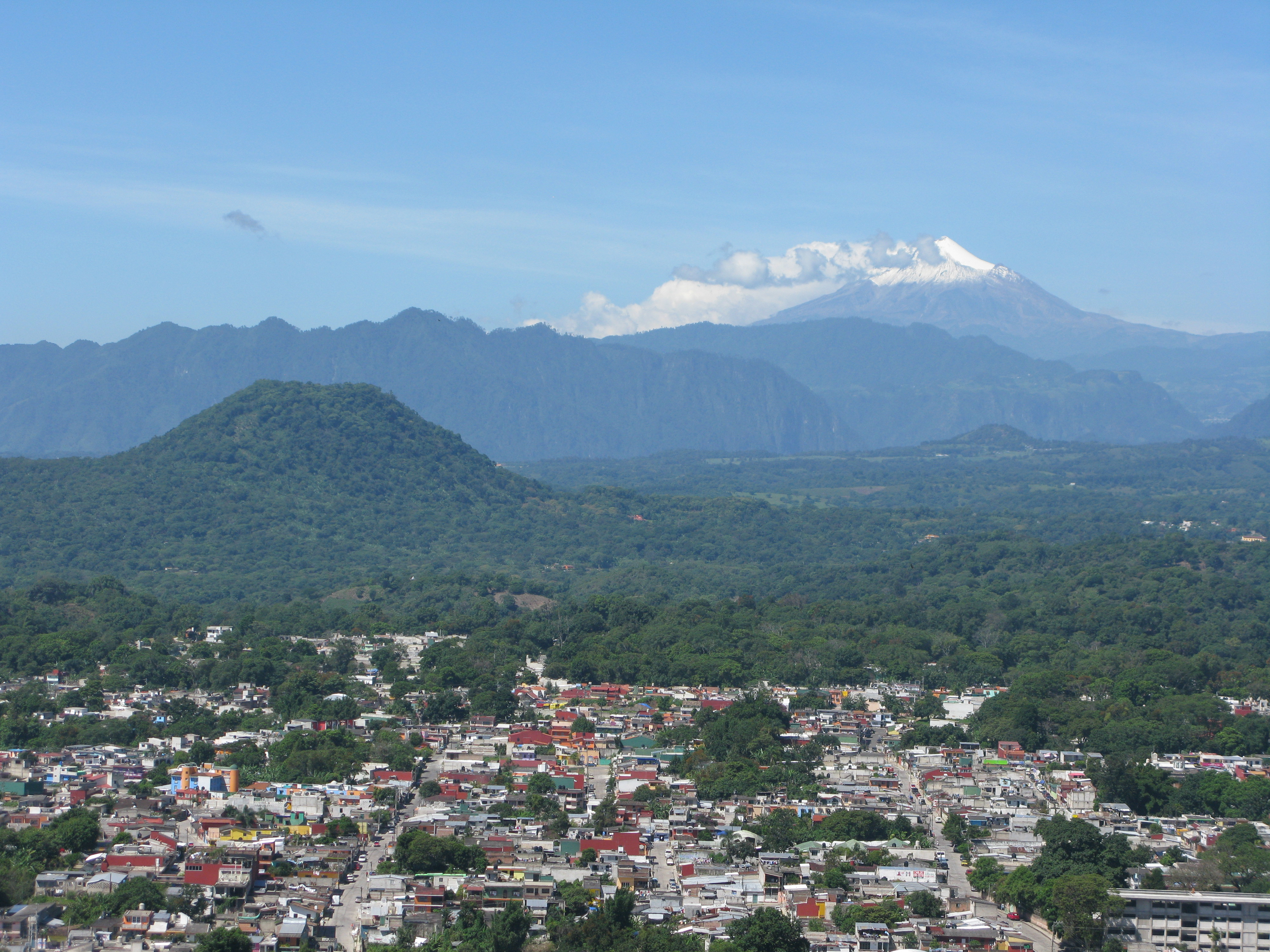
Cerro de Tepetzingo y Coatepec

### Cerro de Tepetzingo y Coatepec
Cuando los pueblos precolombinos habitaban todavía en toda Mesoamérica organizados en vastos señoríos, pueblos, aldeas, etc. Cabe destacar que, en la historia de los pueblos prehispánicos, sobre todo en los pueblos del Valle de México, Atenco es un caso muy especial. Esto es por su antigua y larga existencia asentado en las riberas del Lago de Texcoco, así como por los diversos acontecimientos históricos que han sucedido a lo largo de los siglos en esta región.
El territorio guarda aún los vestigios de obras hidráulicas realizadas por Nezahualcóyotl, al igual que múltiples huellas de sus jardines construidos para enaltecer el lugar. , Atenco fue uno de los pueblos aliados al Señorío de Texcoco, junto con otras aldeas aledañas a la zona, lo que hacía a este reino dominar en su mayoría toda la amplitud y extensión del gran lago del mismo nombre.
Pero, ¿realmente qué significa y cuál es la importancia del cerro del Tepetzinco? En primera instancia, el significado de su nombre es “pequeño cerro” en la lengua náhuatl, y podemos percatarnos de ello ya que la colina se eleva apenas unos 20 metros sobre la planicie actual, lo que en la Antigüedad lo hacía sobresalir del gran Lago de Texcoco. Hacia el lado sur del cerro, a una distancia de 700 metros, se localizaba otra colina semejante conocida por el nombre de “Cerro de Coatepec”, en el cual también se localizan varios vestigios arqueológicos.

## Población
Pirámide Poblacional
Es un municipio de 56243 habitantes (27933 hombres y 28310 mujeres) situado en el Estado de México, con un ratio de fecundidad de 2.27 hijos por mujer. El 26.32% de la población proviene de fuera del Estado de México. El 4.18% de la población es indígena, el 1.77% de los habitantes habla alguna lengua indígena, y el 0.01% habla la lengua indígena pero no español.
El 89.07% de la gente de Atenco es católica, el 52.54% están económicamente activos y, de estos, el 95.15% están ocupados laboralmente. Además, el 89.32% de las viviendas tienen agua entubada y el 8.69% tiene acceso a Internet.
La población total de Atenco en 2020 fue 75,489 habitantes, siendo 50.9% mujeres y 49.1% hombres.
Los rangos de edad que concentraron mayor población fueron 10 a 14 años (7,310 habitantes), 15 a 19 años (7,241 habitantes) y 5 a 9 años (6,691 habitantes). Entre ellos concentraron el 28.1% de la población total.
* En el caso de la población afrodescendiente se hace referencia a la población que se reconoce como afrodescendiente.
Fuente Censo de Población y Vivienda 2020 - Cuestionario Básico

## Demografía

### Localidades
El municipio de Atenco incluye un total de 15 localidades; las principales y su población correspondiente de acuerdo al Censo de Población y Vivienda 2020,son las siguientes:
| Localidad                     | Población |
| Total Municipio               | 75,489    |
| San Salvador Atenco           | 19,823    |
| San Cristóbal Nexquipayac     | 7,744     |
| Nueva Santa Rosa              | 6,345     |
| Santa Isabel Ixtapan          | 5,548     |
| Granjas Ampliación Santa Rosa | 8,992     |
| Colonia el Salado             | 8,445     |
| Zapotlán                      | 4,137     |
| La Pastoría                   | 3,649     |
| Ejido la Magdalena Panoaya    | 4,374     |
| Colonia Francisco I. Madero   | 1,084     |

## División Política

### División administrativa
El municipio de Atenco se divide en 10 delegaciones, integradas por un presidente, un secretario y un tesorero, cada una de estas delegaciones tiene su sede en las siguientes poblaciones:
- San Salvador Atenco (Cabecera municipal)
- San Francisco Acuexcomac
- Santa Isabel Ixtapan
- San Cristóbal Nexquipayac
- Santa María de la Presentación Zapotlán
- Colonia La Pastoría
- Colonia Francisco I. Madero
- Colonia Nueva Santa Rosa
- Colonia Guadalupe Victoria
- Colonia Santa Gertrudiz
- Colonia El Salado

### Representación legislativa
En el ámbito de la división geográfica en distritos electorales locales y federales paramla representación legislativa, Atenco forma parte de los siguientes distritos:
Local:
- XXIII Distrito Electoral Local del Estado de México con cabecera en Texcoco.

Federal:
- XXXVIII Distrito Electoral Federal del Estado de México con cabecera en Texcoco.[12]

### Obras públicas
El municipio cuenta con deportivos, hospitales, escuelas, las cuales son:
- Centro Médico ISEM
- Centro Médico IMSS
- Escuela Primaria Doctor "Néstor Herrera"
- Escuela Primaria "Vicente Guerrero"
- Escuela Telesecundaria "Rafael Ramírez"
- Escuela Secundaria Técnica Industrial y Comercial "Tierra y Libertad"
- Deportivo Maracaná
- Centro Deportivo "El Salvador"
- Desarrollo Integral Familiar DIF
- Presidencia Municipal

## Actividades Económicas
San Salvador Atenco, cabecera municipal: Sus principales actividades económicas son las agropecuarias, el comercio formal e informal, la artesanía de faja cinturón, la producción y maquila de prendas de vestir. Acuezcomac: Sus principales actividades son las agropecuarias y la maquila de prendas de vestir en talleres familiares. Ixtapan: Sus actividades básicas son las agropecuarias. Nexquiapayac: Como en las demás poblaciones, las actividades agropecuarias son básicas. Zapotlán: La actividad básica es la agropecuaria, el comercio formal e informal, así como la maquila en talleres familiares.

## Indicadores económicos
Según datos del Censo Económico 2019, los sectores económicos que concentraron más unidades económicas en Atenco fueron Comercio al por Menor (1,278 unidades), Industrias Manufactureras (353 unidades) y Otros Servicios Excepto Actividades Gubernamentales (321 unidades).
* Se recomienda considerar los valores como aproximaciones del valor real debido a que algunos registros han sido anonimizados por principios de confidencialidad.
Fuente Censos Económicos.

## Producción Agrícola
Atenco es uno de los municipios de la zona Oriente del Estado de México ―localizado cerca de la región del lago de Texcoco― que ha conservado, como parte de su identidad, el cultivo de maíz y granos básicos como el frijol, el haba y la avena. Además, sus productores han incursionado en el cultivo de hortalizas por la cercanía del municipio con importantes zonas urbanas. 
Ya que las zonas agrícolas abarcan gran parte de su territorio, Atenco es una lugar de importancia potencial para la producción agrícola; sin embargo, los productores de este municipio han tenido poco acceso a mejores prácticas que les ayuden a elevar su producción y, por ende, sus condiciones de vida. 

## Cronología de Presidentes Municipales
| Presidente Municipal            | Periodo                        | Partido |
| C. Luis S. Cruces               | de 1940 a 1941                 |         |
| C. Mariano Fuentes              | de 1942 a 1943                 |         |
| C. Fortunato González           | de 1944 a 1945                 |         |
| C. Sixto Silva                  | de 1946 a 1948                 |         |
| C. Severiano P. Oliveros        | de 1949 a 1951                 |         |
| C. León Sánchez Vázquez         | de 1952 a 1954                 |         |
| C. Ubaldo Cálete                | de 1955 a 1957                 |         |
| C. Pascuala Monroy              | de 1958 a 1960                 |         |
| C. Gustavo Ramírez              | de 1961 a 1963                 |         |
| C. Benjamín Ríos Martínez       | de 1964 a 1966                 |         |
| C. Eligio Romero Yáñez          | de 1967 a 1969                 |         |
| C. Pedro Pacheco Ávila          | de 1970 a 1972                 |         |
| C. José Luis Romero León        | de 1973 a 1975                 |         |
| C. Arnulfo Sánchez Martínez     | de 1976 a 1978                 |         |
| C. Salamón Peláez Seco          | de 1979 a 1981                 |         |
| C. Héctor López Castillo        | de 1982 a 1984                 |         |
| C. Brígida Miranda Hita         | de 1985 a 1987                 |         |
| C. David Olivares Leyva         | de 1988 a 1990                 |         |
| C. Godofredo Nopaltitlán        | de 1991 a 1994                 |         |
| C. Salvador Sánchez Vázquez     | del 01-Ene-1994 al 31-Dic-1996 | PAN     |
| C. José Luis Medina Navarro     | del 01-Ene-1997 al 17-Ago-2000 | PRI     |
| C. Margarito Yáñez Ramos        | del 18-Ago-2000 al 17-Ago-2003 | PRI     |
| C. Pacual Pineda Sánchez        | del 18-Ago-2003 al 17-Ago-2006 | APT_    |
| C. Rufino Saúl Nopaltitla Sales | del 18-Ago-2006 al 17-Ago-2009 | PRD     |
| C. Mario Ayala Pineda           | del 18-Ago-2009 al 31-Dic-2012 | C.C.    |
| C. Idelfonso \| Silva Vega      | del 01-Ene-2013 al 31-Dic-2015 | CPEM    |
| C. Andrés Ruiz Méndez           | del 01-Ene-2016 al 31-Dic-2018 | PRI     |
| C. Porfirio Reyes Nuñez         | del 01-Ene-2019 al 31-Dic-2021 | MORENA  |
| C. Talia Citlali Cruz Sánchez   | del 01-Ene-2022 al 31-Dic-2024 | COAL.   |

## Hermanamientos
|                      | País      |  | Ciudad                      |  | Condado / Distrito / Región / Estado | Año    | Ref.   |
| -------------------- | --------- |  | --------------------------- |  | ------------------------------------ | ------ | ------ |
| Bandera de Venezuela | Venezuela |  | Santiago de León de Caracas |  | Distrito Capital                     | (2007) | [ 13 ] |